# Noguera de Cardós
El Noguera de Cardós es un río pirenaico que fluye por la comarca catalana del Pallars Sobirá.

## Curso
Se forma al unirse el río Lladorre (o Noguera de Lladorre) por un lado y el río de Tavascán por otro, unión que tiene lugar muy cerca de la población de Tavascán, a la que el río atraviesa. La cuenca de este río, de unos 250 km², da origen al valle de Cardós, valle que durante el período cuaternario estuvo cubierta por un glaciar de unos 5 km de longitud. 
Al tratarse de un río de alta montaña su régimen es nival, marcado por los cambios estacionales. Los máximos caudales se registran en los meses de junio y noviembre. Sus principales afluentes son el Noguera de Vallferrera y el río de Burg. El Noguera de Cardós desemboca en el Noguera Pallaresa muy cerca de Llavorsí.
En el río se han instalado cuatro importantes centrales hidroeléctricas que producen más de 190 000 kW de potencia.
Aparece descrito en el duodécimo volumen del Diccionario geográfico-estadístico-histórico de España y sus posesiones de Ultramar de Pascual Madoz de la siguiente manera:

NOGUERA DE CARDOS; r. en la prov. de Lérida, part. jud. de Sort: tiene su origen en el estanque del puerto del pueblo de Tabascan, y bajando por los llanos de la montaña de Piado, térm. de dicho pueblo, atraviesa la palanca ó puente de madera llamado de Cuenca. Sigue hasta llegar á Tabascan, bañando la ribera de Graus, en la que da riego á unos 100 jornales de prados. Pasa dividiendo á Tabascan por mitad y en este punto le cruza un puente de piedra que facilita la comunicación entre ambas partes: á muy corta dist. de este sitio se le une el r. Boavi, que nace en el térm. de Lladorre, y montaña llamada también Boaví, y proporciona riego á unos 70 jornales de prado. El Noguera continúa su curso hasta dar con Lladorre, bañando por la der. las casas del mismo, pasando un puente de madera del propio pueblo. Discurre por el térm. del pueblo de Lladros, pasando por su der., cruzándole aqui otro puente de piedra; sigue bañando mas abajo el pueblo de Aynot de Cardos, bajando por su térm. hasta dar con el de la v. de Rivera de Cardos, y le pasa un puente de piedra, corriendo asi hasta la Palanca de Tierra Negra, en que se le incorpora el Noguera de Vallfarrera: sigue basta Llaborsí, recibiendo en el tránsito algunos arroyos de poca consideración, en cuyo punto aumenta el caudal de aguas del Noguera Pallaresa á quien se reúne. Desde su nacimiento hasta su desagüe, se aprovechan las aguas del r. que describimos, en el riego de unos 400 jornales de prado, y da movimiento á 4 molinos harineros. Su curso es perenne y vadeable en casi todos sus puntos: sus aguas escasean, sin embargo desde julio hasta abril en que empiezan á derretirse las nieves. Los puentes que le cruzan son de un solo arco de pequeña elevación; cria abundante pesca de esquisitas truchas y anguilas.
(Madoz, 1849, p. 176)